# Makary
Makary es una comuna camerunesa perteneciente al departamento de Logone-et-Chari de la región del Extremo Norte.
En 2005 tiene 104 843 habitantes, de los que 6287 viven en la capital comunal homónima.
Se ubica en el norte de la región, unos 80 km al noroeste de Yamena. Su territorio es fronterizo por el sur con el estado nigeriano de Borno.

## Localidades
Comprende, además de la ciudad de Makary, las siguientes localidades:
- Abéné
- Abéyda
- Abkous Hamaldié
- Aboki
- Aboudangala Chia
- Aboudangala Kabir
- Abunemri
- Afadé
- Afounami
- Agér
- Al Groulié
- Al Khel
- Alak
- Alédjous
- Alek
- Almeterap
- Amadabo
- Ambassatna
- Amdjéména
- Amfara
- Amfléy
- Aminikéir
- Amkindin
- Amkoundro
- Amsabang
- Amsogui
- Amsoufa
- Ardeb
- Baké
- Bédao
- Béla
- Béramkaragoua
- Biamo
- Biang
- Biang Do
- Bidéine
- Blo
- Dafouk
- Dagga
- Dagoum Mango
- Dagué
- Daguéné
- Damba
- Deyma
- Diam
- Digam
- Dio
- Djagalat
- Djakdjakaha
- Djamous
- Djékébé
- Djéméni
- Djimtilo
- Dolé
- Dolé
- Dororoya
- Doubabé Gos
- Doubabé Rasel Fil
- Doubabé Sabal Bouta
- Dougmo
- Dougmo
- Dougoumsilio I
- Dougoumsilio II
- Eréder
- Erédibé
- Fadjé
- Fadjé
- Fadjé
- Farch I
- Farch II
- Flétari
- Fota
- Frohiri
- Gada
- Galégalé
- Gartchono
- Glao
- Glédo
- Glèm
- Gollala
- Gori
- Gosanougara
- Goubago
- Gouloumbo
- Goura
- Gourgoura
- Grélié
- Guélao
- Hach Rach
- Haouf
- Harouma
- Héder
- Holio
- Houloussina
- Irédibé
- Kaléné
- Karéna
- Katchala
- Kiniania
- Kléhé
- Kokio
- Krenak
- Krenak Chia
- Krenak Kabir
- Krenoya
- Lafia Chia
- Lafia Drider
- Lafia Kabir
- Lafia Sawaki
- Lafiana
- Lipter
- Logaya
- Madamdougourou
- Madio
- Madouba
- Mafandé
- Mafoufou
- Mahana
- Mahda
- Maladi
- Malal
- Maltam
- Mangafé
- Maniago
- Marbrouka
- Margui
- Massio
- Massio
- Matkous
- Mayto
- Mbarma
- Mbé
- Mbeng
- Mblamé
- Mbridja
- Médina
- Méiraha
- Méra
- Micheka
- Midan
- Milié I
- Milié II
- Milo
- Mour
- Msénéné
- Naala
- Naga
- Naga Chia
- Naga Kabir
- Ndiguini
- Ndjamena
- Ndodéhe
- Ngamé
- Ngamé I
- Ngamé II
- Ngardoukoum
- Nginégin
- Ngonféla
- Ngousséré
- Ngout
- Ngréé
- Nguéméhé
- Nouara
- Ntchoko
- Ouda
- Oueilonaga
- Ougayo
- Oulan Sao
- Oulkiokalé
- Ourédin
- Ourokali
- Ouroungoulmo
- Oussada
- Oussé
- Pari
- Rhaliséna
- Rlessena
- Sadigo
- Safré
- Sagmé
- Sagué Chia
- Sagué Kabir
- Sao
- Séhéba
- Sigal
- Somou
- Sou
- Soudour
- Soudralhel
- Soulfa
- Tabara
- Tchabouté
- Teyo
- Toué
- Wara
- Woulki
- Woulkio Kalé
- Yik
- Zefaya